# Systole nikolskayae
Systole nikolskayae är en stekelart som beskrevs av Zerova 1968. Systole nikolskayae ingår i släktet Systole och familjen kragglanssteklar. Inga underarter finns listade i Catalogue of Life.